# Râul Stăvnicel
Râul Stăvnicel este un curs de apă, afluent al Râul Durduc, Bârlad. 